# Axel Orongan
Axel Orongan (* 31. Mai 2001 in Reykjavík) ist ein isländischer Eishockeyspieler, der seit 2021 erneut bei Skautafélag Reykjavíkur in der isländischen Eishockeyliga spielt.

## Karriere
Axel Orongan begann seine Karriere bei Skautafélag Reykjavíkur. Als 15-Jähriger wechselte er zum Falu IF, für den er sowohl in der U16-, als auch in der U18-Mannschaft spielte. 2017 wurde er im GMHL-Draft von den Parry Sound Islanders in der 12. Runde als insgesamt 317. Spieler gezogen. Da die Islanders jedoch den Spielbetrieb vor Saisonbeginn einstellten, blieb er ein weiteres Jahr in Schweden, bevor er 2018 zu den Dallas Snipers in die Western State Hockey League wechselte. 2019 kehrte er nach Falu zurück und spielte dort in der J20 Elit, der zweithöchsten schwedischen Nachwuchsspielklasse. 2020 wechselte er zum Nyköpings SK, wo er ebenfalls im Nachwuchsbereich auf dem Eis stand. Während der Spielzeit 2020/21 ging er zu seinem Stammverein Skautafélag Reykjavíkur in die Isländische Eishockeyliga zurück, mit dem er 2021, 2023 und 2024 isländischer Meister wurde. 2023 wurde er auch Torschützenkönig der isländischen Liga.

### International
Im Juniorenbereich nahm Orongan für Island an den U18-Weltmeisterschaften der Division II 2016, 2017, als er zum besten Spieler seiner Mannschaft gewählt wurde, und 2018 und der Division III 2019, als er als Topscorer und bester Vorbereiter des Turniers auch zum besten Spieler seiner Mannschaft gewählt wurde, sowie den U20-Weltmeisterschaften der Division III 2017, 2018, als er erneut als bester Spieler seiner Mannschaft ausgezeichnet wurde, 2019 und 2020, als er als Topscorer, Torschützenkönig, bester Vorlagengeber und mit der besten Plus/Minus-Bilanz auch zum besten Stürmer des Turniers und besten Spieler seiner Mannschaft gewählt wurde, teil.
Für die isländische Nationalmannschaft spielte Axel Orongan erstmals bei der Weltmeisterschaft 2018 in der Division II, in der er auch 2019 und 2022 spielte. Zudem vertrat er seine Farben bei der Olympiaqualifikation für die Winterspiele in Peking 2022.

## Erfolge und Auszeichnungen
- 2019 Topscorer und bester Vorbereiter bei der U18-Weltmeisterschaft der Division III, Gruppe A
- 2020 Aufstieg in die Division II, Gruppe B, bei der U20-Weltmeisterschaft der Division III
- 2020 Bester Stürmer, Topscorer, Torschützenkönig, bester Vorbereiter und beste Plus/Minus-Bilanz bei der U20-Weltmeisterschaft der Division III
- 2021 Isländischer Meister mit Skautafélag Reykjavíkur
- 2022 Aufstieg in die Division II, Gruppe A, bei der Weltmeisterschaft der Division II, Gruppe B
- 2023 Isländischer Meister mit Skautafélag Reykjavíkur
- 2023 Torschützenkönig der isländischen Eishockeyliga
- 2024 Isländischer Meister mit Skautafélag Reykjavíkur